# Hypertragulus
Hypertragulus — род вымерших млекопитающих из подотряда жвачных, живших во времена эоцена — миоцена (40,4—15,97 млн лет назад) на территории Северной Америки.
Это были небольшие примитивные жвачные, напоминавшие оленьков — своих ближайших ныне живущих родственников.
M. Mendoza, C. M. Janis и P. Palmqvist оценили прижизненную массу одного из экземпляров в 7,29 кг.
Окаменелости представителей рода найдены на территории США и Мексики.

## Виды
- Hypertragulus calcaratus (syn. H. fontanus, H. tricostatus)
- Hypertragulus chadronensis
- Hypertragulus crawfordensis
- Hypertragulus dakotensis
- Hypertragulus heikeni
- Hypertragulus hesperius
- Hypertragulus minor
- Hypertragulus minutus
- Hypertragulus planiceps
- Hypertragulus quadratus
- Hypertragulus sequens